# Hamilton Island (Queensland)
Hamilton Island ist die größte ständig bewohnte Insel von 74 Inseln der Whitsunday Islands. Die Insel befindet sich im nordöstlichen Australien zwölf Kilometer vor der Küste des australischen Bundesstaates Queensland, in Luftlinie ca. 890 km nördlich von Brisbane und 500 km südöstlich von Cairns. 2016 wurden 1867 Einwohner gezählt, verglichen zu 1208 im Jahr 2011.

## Erreichbarkeit
Die nur 7,5 Quadratkilometer große stark gegliederte Insel ist wegen ihres guten touristischen Ausbaus eine der meistbesuchten Inseln Australiens. Sie verfügt als eine der wenigen Inseln an der Ostküste über einen kleinen Flughafen, den Great Barrier Reef Airport, früher Hamilton Island Airport, der die Insel mit den Städten Sydney, Melbourne, Cairns und Brisbane verbindet. Vom Festland aus ist die Insel im regelmäßigen Fährverkehr von Airlie Beach und Shute Harbour in etwa 30 Minuten erreichbar. 

## Tourismus
Die Insel verfügt über ein großes Resort und mehrere Hotels. In der zweiten Augusthälfte beherbergt sie die jährliche Hamilton Island Race Week, ein Segelrennen, zu dem sich mehr als 250 australische und neuseeländische Yachten einfinden. Von Juli bis September ist die Saison der Walbeobachtung (Whale Watching). Weitere touristische Aktivitäten sind Bootsausflüge nach Whitehaven Beach auf der Insel Whitsunday Island, Tauchfahrten in die Atolle des nahegelegenen Great Barrier Reef, Segelausflüge, mehrtägige Segeltörns und Golf. Auf der Insel sind Motorfahrzeuge verboten; es lassen sich elektrische Golfkarren mieten, die als Nahverkehrsmittel dienen. 
Der Großteil der hügeligen Insel gehört zum Whitsunday-Islands-Nationalpark, weshalb keine Haustiere erlaubt sind.

## Geschichte
Hamilton Island ist im Besitz der australischen Regierung und wurde 1975 von Keith Williams und Bryan Bryt gepachtet. 1978 begann Keith Williams mit dem Bau des Hamilton Island Harbour und des Ferienresorts, das 1982 bis 1984 eröffnet wurde. 1985 zerstörte ein Brand große Teile davon, die 1986 wieder aufgebaut wurden. 
In der Folge wurden Ferienappartements und das Reefview Hotel gebaut. Von 1995 bis 2003 war das Resort von BT Australia gepachtet und wurde von der Hotelkette Holiday Inn geführt. 2003 erwarb der Weinproduzent Bob Oatley die langfristige Pacht von Hamilton Island und baute die Tourismusstruktur weiter aus. 
2009 war der Ausbau der Insel weitgehend abgeschlossen, der Hamilton Island Yacht Club wurde während der Hamilton Island Race Week eröffnet. Im selben Jahr wurde der 18-Loch-Golfplatz auf der unmittelbar benachbarten Insel Dent Island eröffnet.

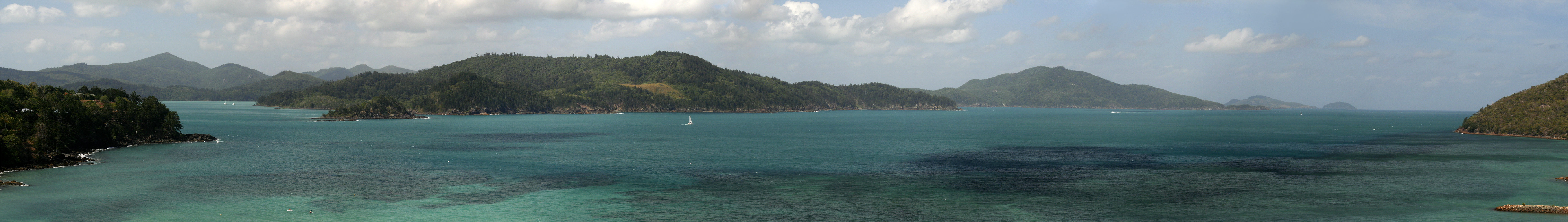
Blick vom Reef View Hotel in Hamilton auf die umgebenden Inseln